# Giulianova
Giulianova är en kommun i provinsen Teramo, i regionen Abruzzo i Italien. Kommunen hade 23 728 invånare (2018) och gränsar till kommunerna Mosciano Sant'Angelo, Roseto degli Abruzzi samt Tortoreto.
Under antiken låg här den romerska kolonin Castrum Novum Piceni, även kallad Castrum Novum.